# Турищевичи
Турищевичи (бел. Турышчавічы) — деревня в Оторском сельсовете Чечерского района Гомельской области Республики Беларусь.

## География

### Расположение
В 7 км на север от Чечерска, 44 км от железнодорожной станции Буда-Кошелёвская (на линии Гомель — Жлобин), 72 км от Гомеля. На севере граничит с лесом (урочище Торфяное).

### Гидрография
На юге мелиоративный канал, на восточной окраине река Сож (приток реки Днепр).

## Транспортная сеть
Транспортные связи по просёлочной, затем автомобильной дороге Корма — Чечерск. Планировка состоит из короткой улицы, ориентированной меридионально, вдоль Сожа. На юге, с запада, параллельно проходит вторая короткая улица. Застройка двусторонняя, деревянная, усадебного типа.

## История
Согласно письменным источникам известна с XVI века как селение в Чечерском старостве Речицкого повета Минского воеводства Великого княжества Литовского. 12 октября 1510 года король Сигизмунд I Старый даровал село дворянину К. Пищикову. Согласно инвентаря 1704 года — 5 дымов, в 1726 году 11 дымов, в Оторском войтовстве Чечерского староства. Согласно описи 1765 года 22 дыма.
После 1-го раздела Речи Посполитой в 1772 году — в составе Российской империи. Согласно ревизским материалам 1859 года в Чечерской волости Могилёвской губернии, во владении графа И. И. Чернышова-Кругликова. В 1871 году жители захватили 77 десятин помещичьего леса и продавали наиболее ценную древесину о чём Чернышов-Кругликов жаловался министру внутренних дел. С 1880 года действовал хлебозапасный магазин. Согласно переписи 1897 года действовал хлебозапасный магазин. В 1909 году жители деревни владели 351 десятиной земли.
С 1921 года работала изба-читальня. В 1926 году работали почтовый пункт, начальная школа в Оторском сельсовете Чечерского района Гомельского округа. В 1931 году организован колхоз. 35 жителей погибли на фронтах Великой Отечественной войны. Согласно переписи 1959 года в составе колхоза «50 лет БССР» (центр — деревня Отор).

## Население
- 1704 год — 5 дымов.
- 1726 год — 11 дымов.
- 1765 год — 22 дыма.
- 1897 год — 30 дворов, 198 жителей (согласно переписи).
- 1909 год — 35 дворов, 249 жителей.
- 1959 год — 192 жителя (согласно переписи).
- 2004 год — 12 хозяйств, 29 жителей.